# Kounické Předměstí
Kounické Předměstí je čtvrť a katastrální území o rozloze 8,04 km², součást města Ivančice v okrese Brno-venkov v Jihomoravském kraji. Žije zde přibližně 1 000 obyvatel. Vzniklo jako předměstské osídlení před hradbami, kolem cesty z Ivančic směrem na Dolní Kounice. Evidenčně tvoří s katastrálním územím Ivančice jeden celek, tj. má s ní společnou řadu čísel popisných.
Kounické Předměstí tvoří východní část Ivančic, částečně do něj zasahuje intravilán samotné části Ivančice, východně od ulic Chřestové a Jana Fibicha. Na území Kounického Předměstí se nachází železniční zastávky Ivančice letovisko a Ivančice město na trati do Oslavan, sportovní hala, hřbitov, kaple Nejsvětější Trojice, kaple svatého Jakuba, rozhledna Alfonse Muchy, rozhledna Na Oklikách, hradiště Réna a na hranici s katastrem Moravských Bránic Ivančický viadukt.

## Obyvatelstvo
| Rok            | 1869 | 1880 | 1890 | 1900  | 1910  | 1921 | 1930  | 1950 | 1961 | 1970 | 1980  | 1991  | 2001  | 2011  | 2021 |
| -------------- | ---- | ---- | ---- | ----- | ----- | ---- | ----- | ---- | ---- | ---- | ----- | ----- | ----- | ----- | ---- |
| Počet obyvatel | —    | —    | —    | 1 550 | 1 657 | —    | 1 541 | —    | —    | 916  | 1 088 | 1 061 | 1 064 | 1 006 | —    |
| Počet domů     | —    | —    | —    | 235   | 251   | 278  | 308   | —    | —    | 250  | 292   | 323   | 330   | 345   | —    |

Vývoj počtu obyvatel